# 基里利夫卡
46°22′12″N 35°22′0″E / 46.37000°N 35.36667°E

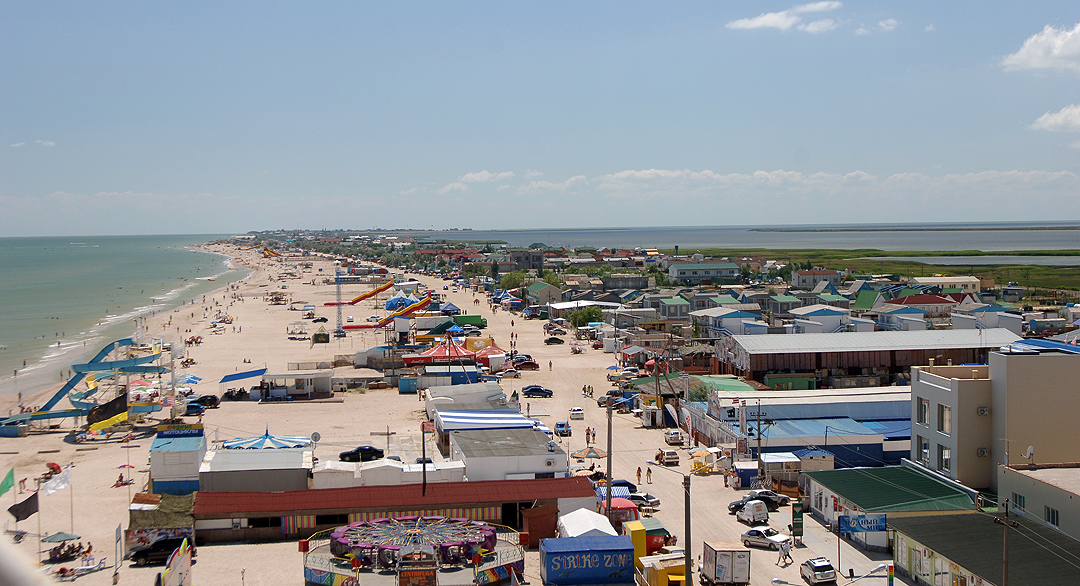

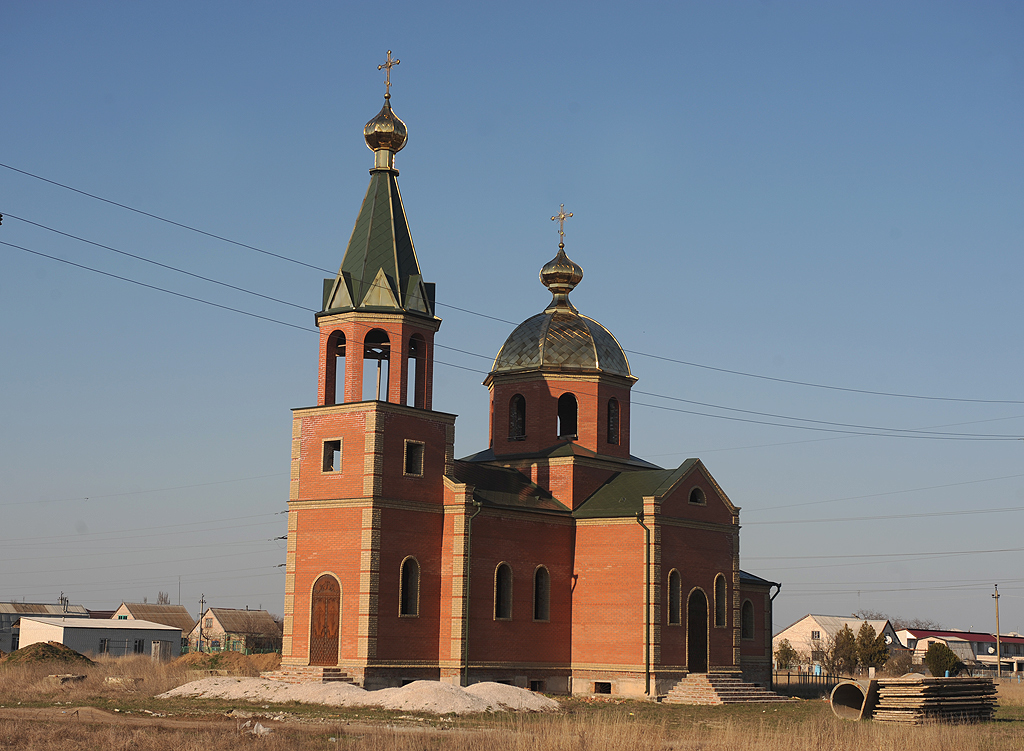

基里利夫卡（羅馬化：Kyrylivka）是烏克蘭南部扎波羅熱州梅利托波爾區基里利夫卡市镇内的鎮及其行政中心。距離亞基米夫卡約44公里，始建於1805年，面積16.54平方公里，2012年人口3,470，人口密度每平方公里209.8人。2022年被俄罗斯在俄羅斯全面入侵烏克蘭期間占领。